# Tata Steel Europe
Tata Steel Europe Limited è una società multinazionale per la produzione dell'acciaio con sede centrale a Londra ed è una controllata del gruppo indiano Tata Steel. È il secondo più grande produttore d'acciaio in Europa.
Precedentemente appartenente alla British Steel, in ottobre 1999 fu costituita la società Corus Group attraverso la fusione con la società olandese Koninklijke Hoogovens. Nel 2007 il Corus Group fu acquistato dal gruppo Tata e nel settembre 2010 cambiò la propria ragione sociale con il nome di Tata Steel Europe.
Tata Steel Europe gestisce i due maggiori impianti di produzione a ciclo integrale dell'acciaio del Regno Unito, a Port Talbot nel Galles del Sud, e a Scunthorpe, nel North Lincolnshire, e un terzo a IJmuiden (Paesi Bassi).